# Huilliches
Les Huilliches (ou Huillices) sont un groupe ethnique du Chili, appartenant à la culture Mapuche, dont il constitue la branche méridionale. Ils vivent dans les vallées montagneuses d'une région située au sud du río Toltén et dans l'archipel de Chiloé.
Ce peuple parlait autrefois le chesungun, un dialecte du mapudungun. Leur nom signifie « gens du sud » en mapudungun (de willi « sud » et che « gens »).

## Personnalité Huiliche
- Isleña Antumalen (1998-), chanteuse chilienne.

Distribution des populations pré-hispaniques au Chili.